# 奥德翁路
奥德翁路（法語：Rue de l'Odéon）是巴黎第六区（位于左岸）的一条街道，南北走向，北面始于carrefour de l'Odéon16号，南面止于奥德翁广场12号。长176米，宽13米。原名法兰西剧院路（Rue du Théâtre-Français）。
这条街上有两家著名的书店：书友之家（La Maison des amis des livres）和莎士比亚书店，分别由阿德里安娜•莫尼耶（Adrienne Monnier）和西尔维娅·毕奇两位女士经营。在其周围曾形成英语作家的小圈子，詹姆斯·乔伊斯称之为“奥德翁的斯特拉特福”（"Stratford-on-Odéon"）。莫尼耶 和毕奇则称之为“奥德翁尼亚”（Odéonia）。

## 名称
奥德翁路得名于奥德翁剧院。

## 历史
奥德翁路开辟于1780年，此前在1779年8月10日，颁发了成立“圣日耳曼郊区法兰西剧院”（Théâtre-Français du faubourg Saint-Germain，今奥德翁剧院）的专利特许证。

## 建筑
- 7号: 1915年，阿德里安娜•莫尼耶在此开设书友之家[5]。
- 10号: 托马斯·潘恩住所（1797-1802）。
- 12号: 1922年，西尔维娅·毕奇将她的莎士比亚书店迁到这里，同年在此出版了詹姆斯·乔伊斯的《尤利西斯》。[5]  1941年第二次世界大战期间关闭[6]，战后有美国业主另外选址重开。
- 21号: 罗马尼亚哲学家萧沆住所。
- 22号: 卡米尔·德穆兰夫妇住所，在奥德翁广场转角，直到1794年3月31日被捕，4月5日处死。

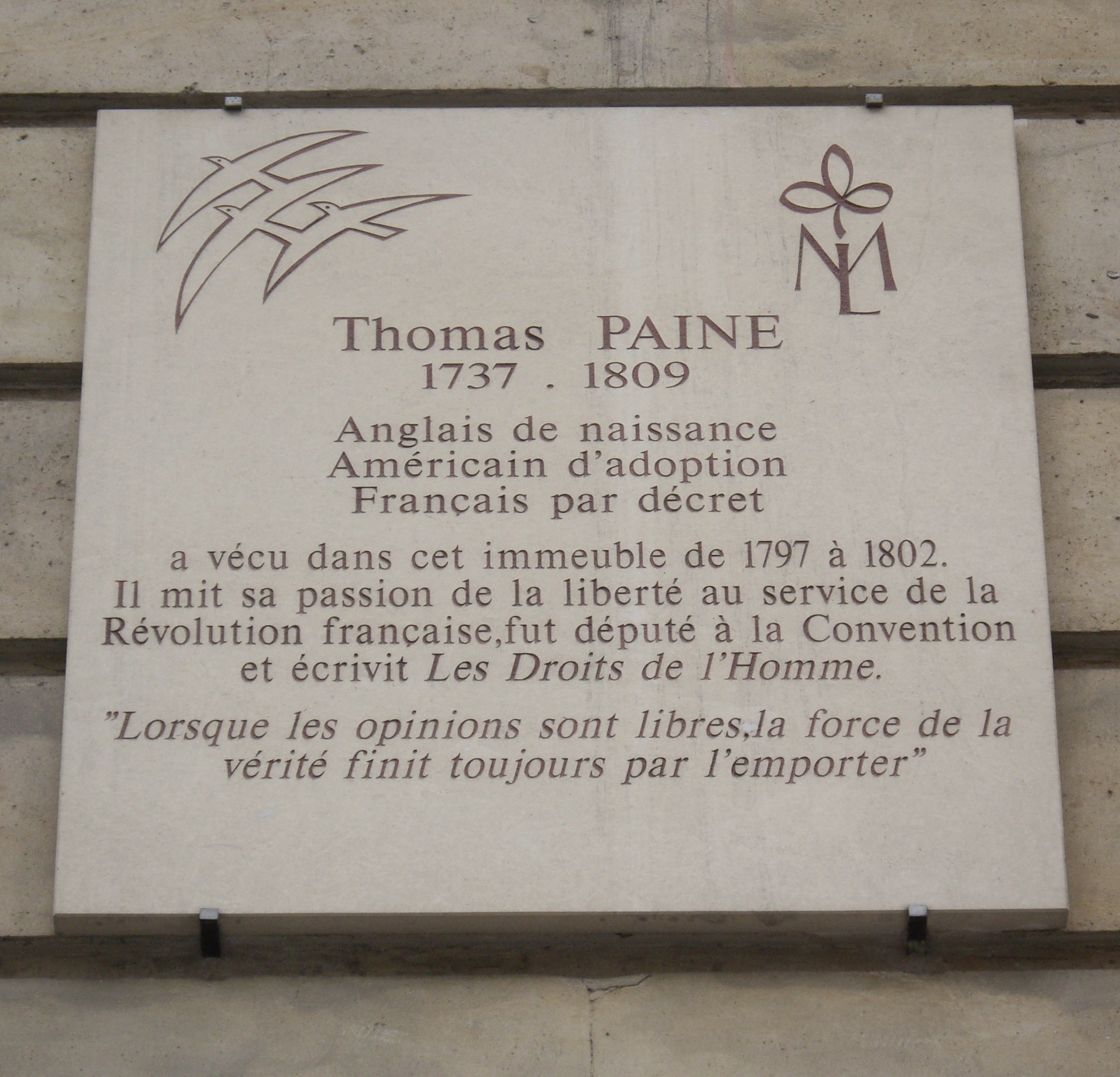
10号
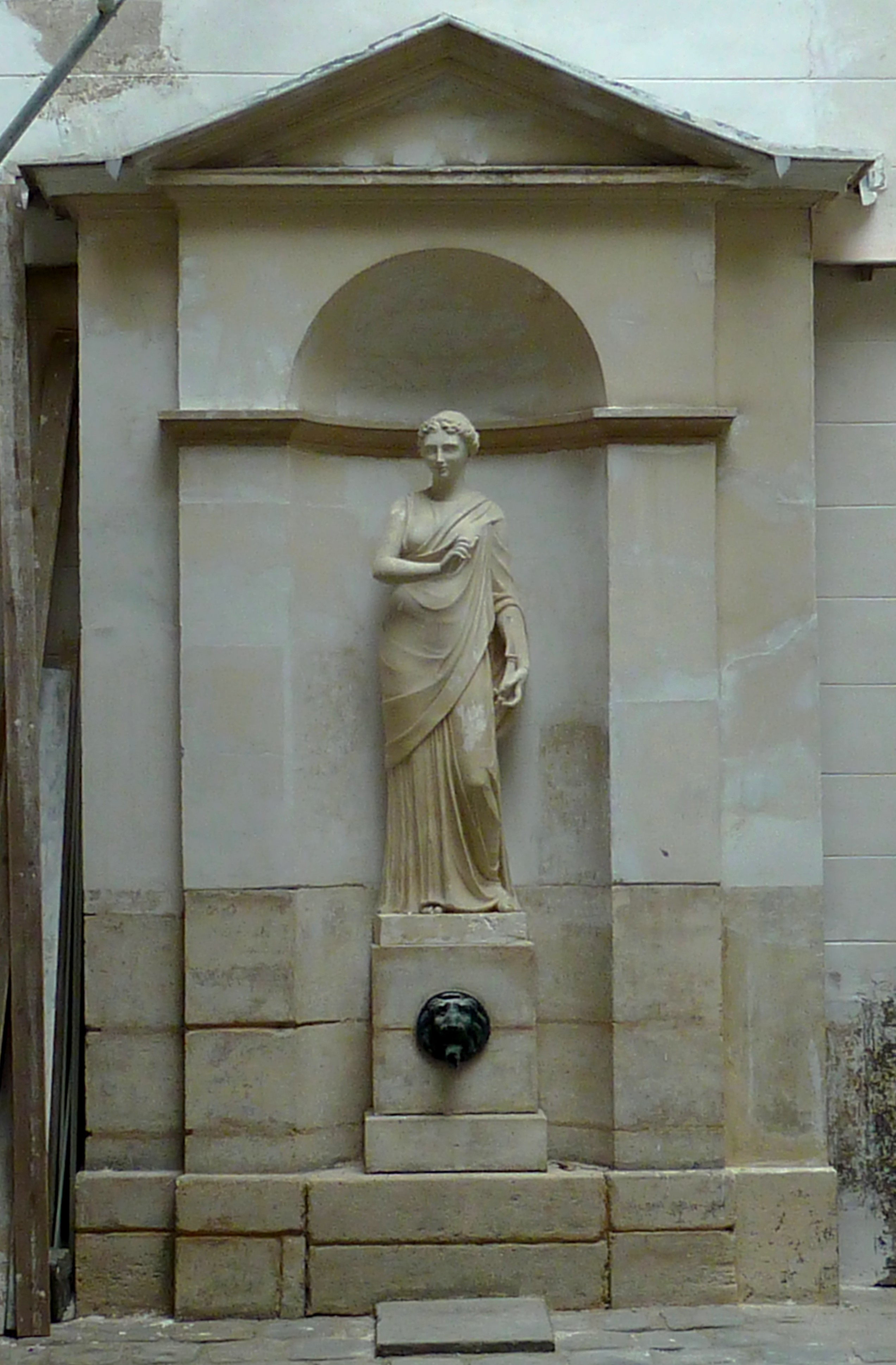
11号
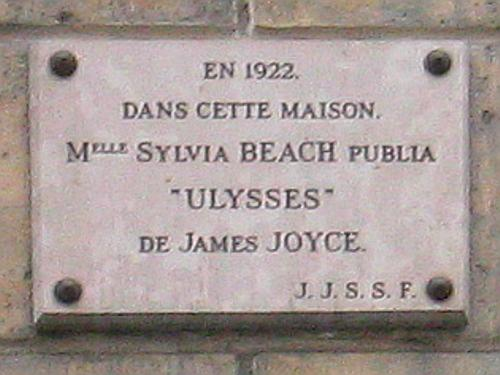
12号
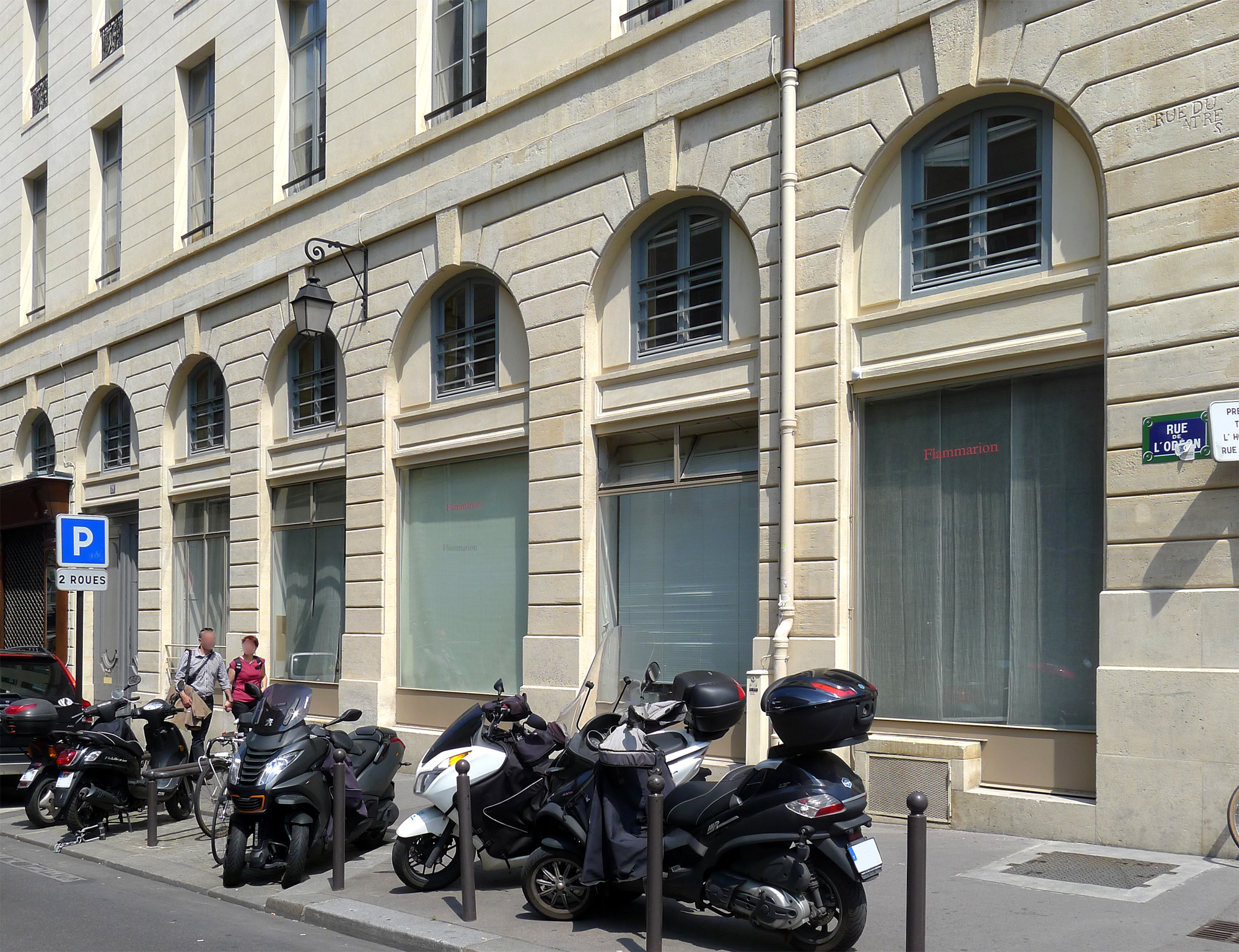
21号
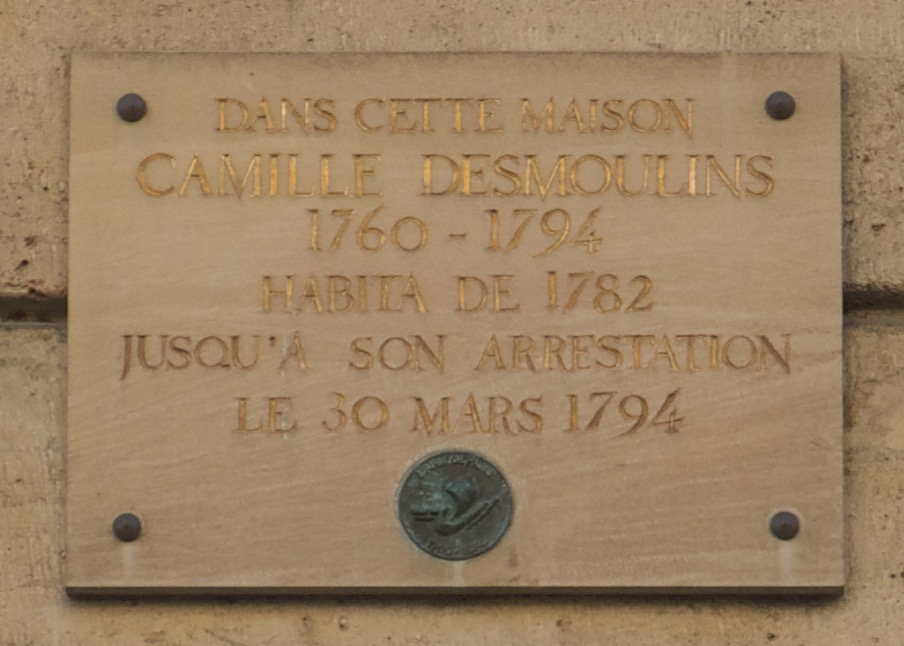
22号

## 交通
附近的地铁站是奥德昂站（Odéon，4、10号线） 。